# Lock-in-Verstärker
Ein Lock-in-Verstärker (auch phasenempfindlicher Gleichrichter, Trägerfrequenzverstärker (TFV) oder Phase Sensitive Detector (PSD)) ist ein Verstärker zur Messung eines schwachen elektrischen Wechselsignals, das mit einem in Frequenz {\displaystyle f_{\text{ref}}} und Phase bekannten Referenzsignal moduliert ist. Das Gerät stellt einen extrem schmalbandigen Bandpassfilter dar und verbessert dadurch das Signal-Rausch-Verhältnis (SNR, Signal to Noise Ratio). Der Vorteil liegt darin, dass Gleichspannungen, Wechselspannungen anderer Frequenz und Rauschen effizient gefiltert werden.

## Aufbau und Funktionsweise

Schematischer Aufbau eines einfachen Lock-in-Verstärkers

Messanordnung mit Lock-in-Verstärker

Ein Lock-in-Verstärker benötigt die folgenden Funktionselemente:
- Signaleingang für das modulierte Messsignal.
- Signaleingang für das sinusförmige (manchmal auch rechteckförmige) Referenzsignal.
- Eingangsverstärker für den Signaleingang, eventuell mit Eingangsfilter.
- Phasenverschieber für die Anpassung zwischen Referenz- und Messsignal.
- Mischer (Multiplizierer), der das Eingangssignal mit dem Referenzsignal multipliziert.
- Tiefpass, um eine zeitliche Mittelung über mehrere Signalperioden durchzuführen.
- Optional: Einen eingebauten Oszillator zur Modulation des Messsignals.

Die beiden Eingangssignale werden im Mischer miteinander multipliziert und anschließend in einem Tiefpass integriert. Der Lock-in-Verstärker berechnet also die Kreuzkorrelation zwischen dem Mess- und dem Referenzsignal für eine feste Phasenverschiebung {\displaystyle \Delta \varphi }. Die Kreuzkorrelation für Signale unterschiedlicher Frequenz ist Null. Ist daher die Frequenz des Messsignals von der des Referenzsignals verschieden, liefert der Lock-in kein Ausgangssignal. Nur für gleiche Frequenzen liefert die Kreuzkorrelation einen Wert ungleich Null und damit einen Beitrag im Ausgangssignal des Lock-in-Verstärkers. Durch Wahl der passenden Frequenz der Referenz lässt sich also die entsprechende Komponente im Messsignal herausfiltern. Das Referenzsignal wird auf das Messsignal gelockt.
Eine andere Interpretation geht vom Mischer aus: Beim Multiplizieren des Messsignals mit dem Referenzsignal entstehen als Mischsignal die Differenzfrequenzen und Summenfrequenzen. Die Differenzfrequenz für das Nutzsignal ist im Idealfall Null. Zur Filterung auf dieses Gleichspannungssignal reicht ein Tiefpass aus, der nur so breit ausgelegt zu sein braucht, um gewollte Änderungen im Signal mit durchzulassen. Alle anderen Frequenzen, insbesondere hochfrequentes Rauschen, Netzbrummen oder andere Störsignale werden durch den Tiefpass ausgefiltert.
Als Ausgangssignal stellt der Lock-in-Verstärker im Idealfall eine Gleichspannung zur Verfügung. Sie ist proportional zu:
- Eingangsspannung;
- Kosinus der Phasenverschiebung {\displaystyle \Delta \phi } zwischen Eingangssignal und Referenzsignal.

Das Ausgangssignal {\displaystyle U_{\mathrm {out} }(t)} ergibt sich wie folgt:
{\displaystyle U_{\text{out}}(t)={\frac {1}{T}}\int \limits _{t-T}^{t}\;{\sin \left[2\pi f_{\text{ref}}\cdot s+\Delta \varphi \right]U_{\text{in}}(s)}\mathrm {d} s}
Ist das Eingangssignal {\displaystyle U_{\mathrm {in} }} ebenfalls sinusförmig moduliert, ergibt sich für das Ausgangssignal für eine hinreichend große Integrationszeit {\displaystyle T}:
{\displaystyle U_{\mathrm {out} }(t)\propto U_{\mathrm {in} }\cdot \cos \left(\Delta \varphi \right)}
Befinden sich das Referenz-Signal und das Messsignal in Phase ({\displaystyle {\Delta }{\varphi }=0}), so wird das vom Lock-in-Verstärker erzeugte Ausgangssignal maximal. Beträgt die Phasenverschiebung 90°, so ist das Ausgangssignal Null.
Betrachtet man den Lock-In-Verstärker im Frequenzbereich, so entspricht er einem Bandpass um die Referenzfrequenz, dessen Bandbreite umgekehrt proportional zur Integrationszeit ist. Störsignale im Messkanal mit Frequenzen, die innerhalb dieser Bandbreite liegen, führen zu einer Schwebung am Ausgang.
Diese Formulierung gilt für ein sinusförmiges Referenzsignal. In der praktischen Anwendung (siehe optische Modulatoren) hat man es aber oft mit rechteckförmigen Referenzsignalen zu tun, wo das Ausgangssignal dann anders aussieht. Rechteckförmige Referenzsignale führen dazu, dass auch die ungeraden Oberwellen des Signales einen Beitrag zum Ausgangssignal erbringen, ebenso Störsignale in den entsprechenden Bändern.
Die Phase zwischen Mess- und Referenzsignal ist also extrem wichtig und steht als Messergebnis gleichwertig neben der Amplitude des Messsignals. Bei manchen Messungen kann sie wertvolle Informationen liefern. Wenn beispielsweise mit ein/aus-amplitudenmoduliertem Licht gearbeitet wird, das auf einer Probe Fotoleitung bewirkt, wird der gemessene Strom der Anregung etwas nacheilen, da diverse Effekte innerhalb der Probe Zeitverzögerungen bewirken, was sich in einer Phasenverschiebung niederschlägt. Also kann man aus dem Maß der Phasenverschiebung Rückschlüsse über Art und Ausmaß dieser Effekte in der Probe ziehen.
Es gibt Single Phase Lock-in- und Dual Phase Lock-in-Verstärker. Letztere bestimmen das Ausgangssignal für zwei verschiedene Phasenverschiebungen, die sich um 90° unterscheiden. Durch Pythagoreische Addition der beiden entstehenden Ausgangssignale wird das Endergebnis der Messung unabhängig von der Phase, was sowohl einfachere, als auch präzisere Messungen ermöglicht (Näheres siehe Weblinks).

## Digitale Lock-in-Verstärker

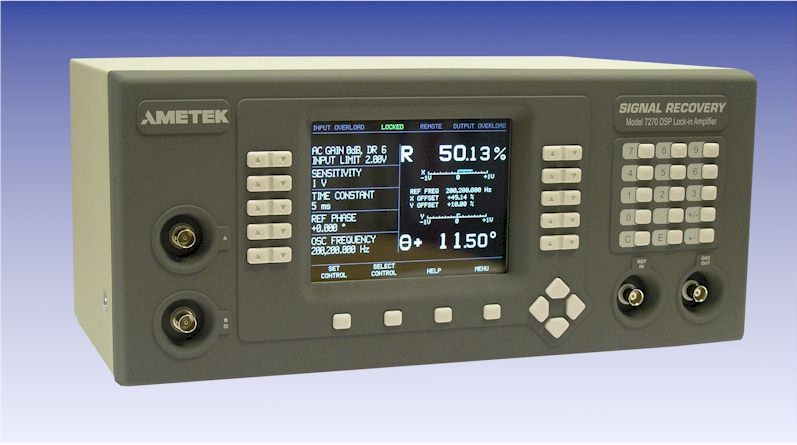
DSP-basierter Lock-in-Verstärker

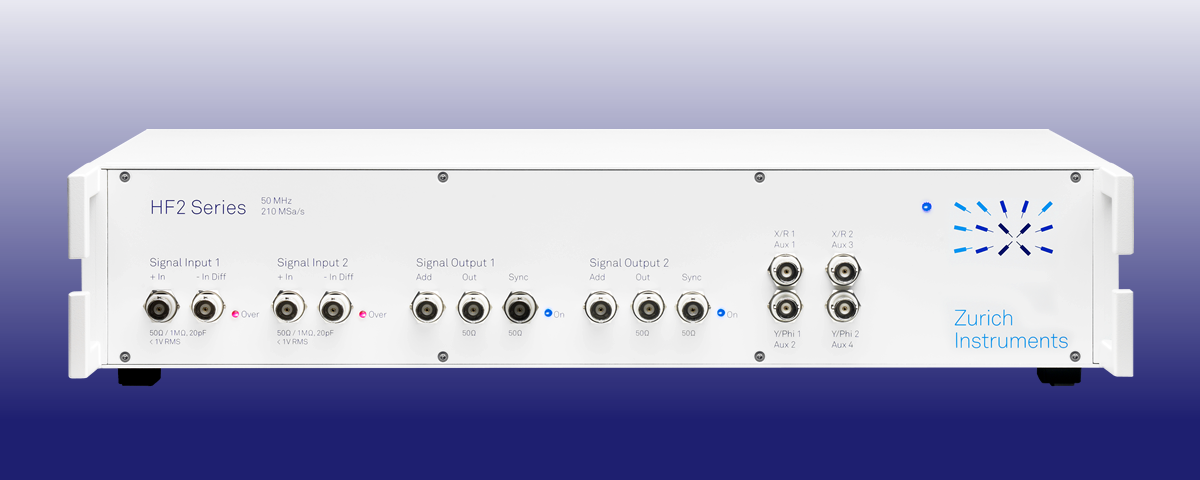
Ein PC-gesteuerter digitaler Lock-in-Verstärker

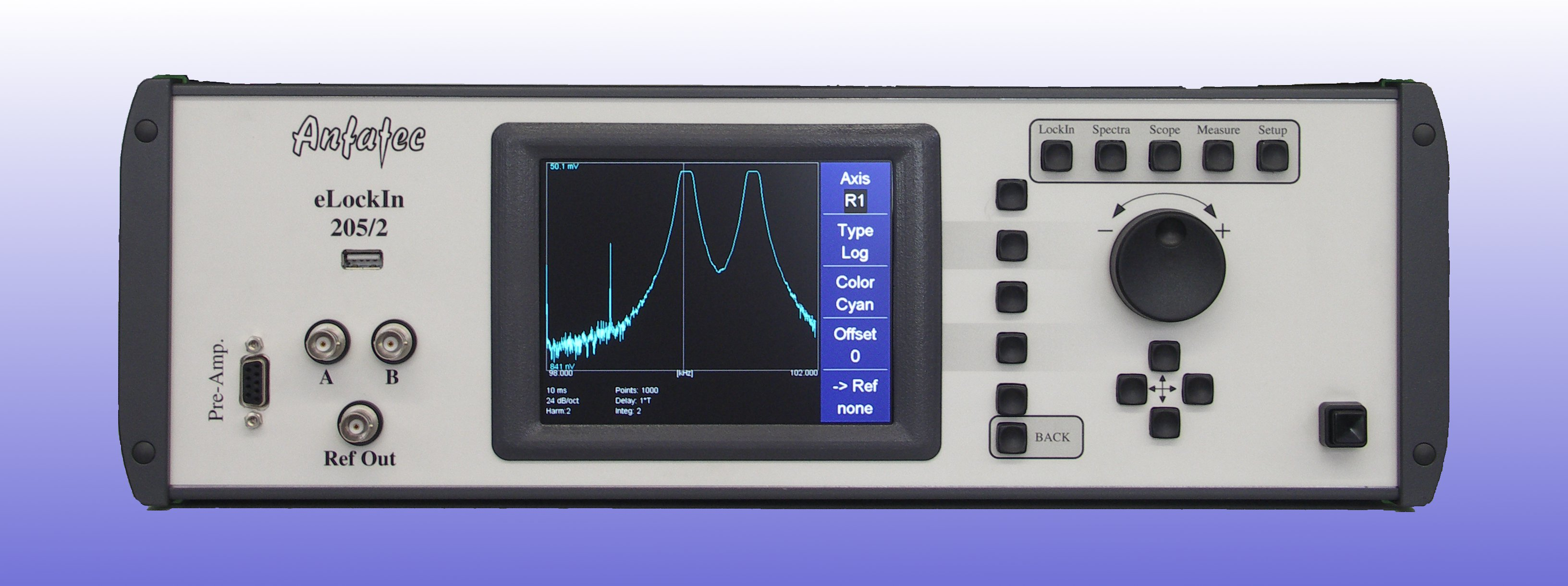
FPGA-basierter Lock-in Verstärker mit integriertem Oszilloskop und Frequenzspektrum

Die besten Signalempfindlichkeiten lassen sich mit Hilfe digitaler Lock-in-Verstärker auf Basis Digitaler Signalprozessoren (DSP) erzielen. Hierbei werden zunächst das Eingangssignal und das Referenzsignal digitalisiert (ADC). Die weiteren Schritte wie Aufbereitung des Referenzsignals, Phasenverschiebung, Multiplikation und Tiefpass-Filterung, erfolgen dann rein digital. Das Ergebnis wird gegebenenfalls wieder in ein Analogsignal umgewandelt (DAC, Digital-to-Analog-Converter, Digital-Analog-Umsetzer). Lock-ins auf Basis von DSP ermöglichen außerdem eine genauere Bestimmung der Phasenlage zwischen Eingangssignal und Referenzsignal. Durch die rein digitale Datenverarbeitung ist es möglich, mehr als nur einen Demodulator pro Kanal zu verwenden. Das erweitert die Möglichkeiten der Auswertung.
FPGA-basierte Lock-in Verstärker können ferner mehrere Referenzfrequenzen (z. B. {\displaystyle f_{1}} und {\displaystyle f_{2}}) aus einer Quelle speisen. Vielfache oder auch Mischfrequenzen (z. B. {\displaystyle f_{1}-f_{2}}) können dadurch phasenstabil mit weiteren Demodulatoren ausgewertet werden.